# 吉田喜重
吉田 喜重 （よしだ よししげ、1933年2月16日 - 2022年12月8日）は、日本の映画監督、小説家。名は「きじゅう」と音読みされることが多い。

## 来歴・人物
福井県福井市佐佳枝下町で生まれる。1945年に順化小学校を卒業後、旧制の県立福井中学に入学。同年8月、福井大空襲で家が焼失する。1947年春に一家で東京へ転居し、田園調布の自宅から都立城南中学に通う。同校は吉田の在学中、学制改革により城南高校となる。この頃、フランス語を習うためアテネ・フランセへ通い、フランス映画をよく観ていた。また、NHKラジオに詩を投稿して賞金を貰ったり、演劇部には入らなかったが、自作の演劇脚本を文化祭で上演するなど、高校時代から映画、演劇への強い関心を示していた。1951年に東京大学文学部仏文科に入学する。哲学科志望であったが、吉田を外交官にしたい父の意向に一時的に従う。
1955年、大学卒業とともに石堂淑朗と松竹大船撮影所に入社。大庭秀雄や木下惠介などの助監督を経て、1960年に『ろくでなし』で監督デビュー。社命により助監督に降格したが、『秋津温泉』（1962年）で監督に復帰、『嵐を呼ぶ十八人』（1963年）などの作品を手がけ、大島渚や篠田正浩らとともに松竹ヌーヴェルヴァーグの旗手として活躍した。

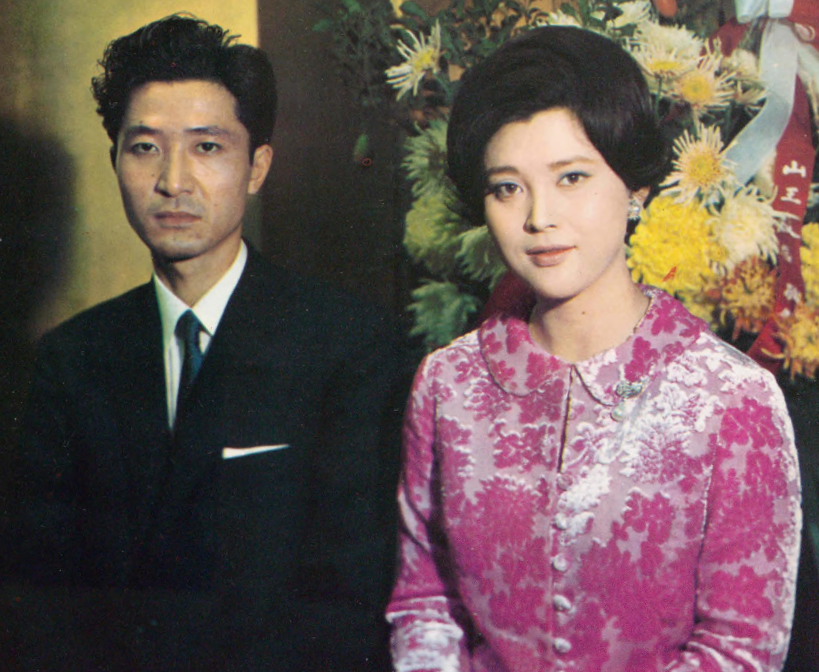
吉田と岡田茉莉子（1963年）

1963年11月、岡田茉莉子との婚約を発表。1964年6月、西ドイツで結婚式を挙げた。新婚旅行中に6作目の『日本脱出』（1964年）のラストのフィルム1巻を松竹に無断でカットされたため退社。1966年に妻の岡田と独立プロダクションの「現代映画社」を設立する。1969年の『エロス+虐殺』がフランスで上映されたことから海外でも注目される。同作は前衛作品『煉獄エロイカ』（1970年）、『戒厳令』（1973年）とともに「日本近代批判三部作」と呼ばれる。
この後、映画界を離れ、これ以降、『美の美』（東京12チャンネル）などのテレビドキュメンタリー番組を多く製作する。1979年から1982年までメキシコに滞在した。
1986年の劇映画『人間の約束』により、13年ぶりに映画監督として復帰。同作でサン・セバスティアン国際映画祭銀の貝殻賞を受賞した。1988年の『嵐が丘』は自身初となるカンヌ国際映画祭のコンペティション部門への出品を果たし、一部の批評家から高い評価を受けた。
1999年、著書『小津安二郎の反映画』で芸術選奨文部大臣賞を受賞。2002年、14年ぶりの監督作となる『鏡の女たち』を発表。同年の第55回カンヌ国際映画祭で特別招待作品として上映された。2003年にはサンパウロ国際映画祭特別賞を妻の岡田とともに受賞。同年、フランス政府より芸術文化勲章オフィシエ章が授与された。2008年、オムニバス映画『ウェルカム・トゥ・サンパウロ』に参加した。
1970年代より放送文化基金賞においてテレビドキュメンタリー、テレビドラマ、エンターテイメント番組の審査員を務めてきた。2005年から2017年には、ドキュメンタリー部門の審査委員長を務めた。
2020年、10年以上にわたって執筆してきた歴史長編小説『贖罪 ナチス副総統ルドルフ・ヘスの戦争』を発行。“人生最後の天職”として、自身とナチス副総統ルドルフ・ヘスの生涯を虚実入り混ぜて小説化した。
2022年12月8日に東京都渋谷区の病院において肺炎のため死去した。89歳没。

## 監督作品

### 長編映画

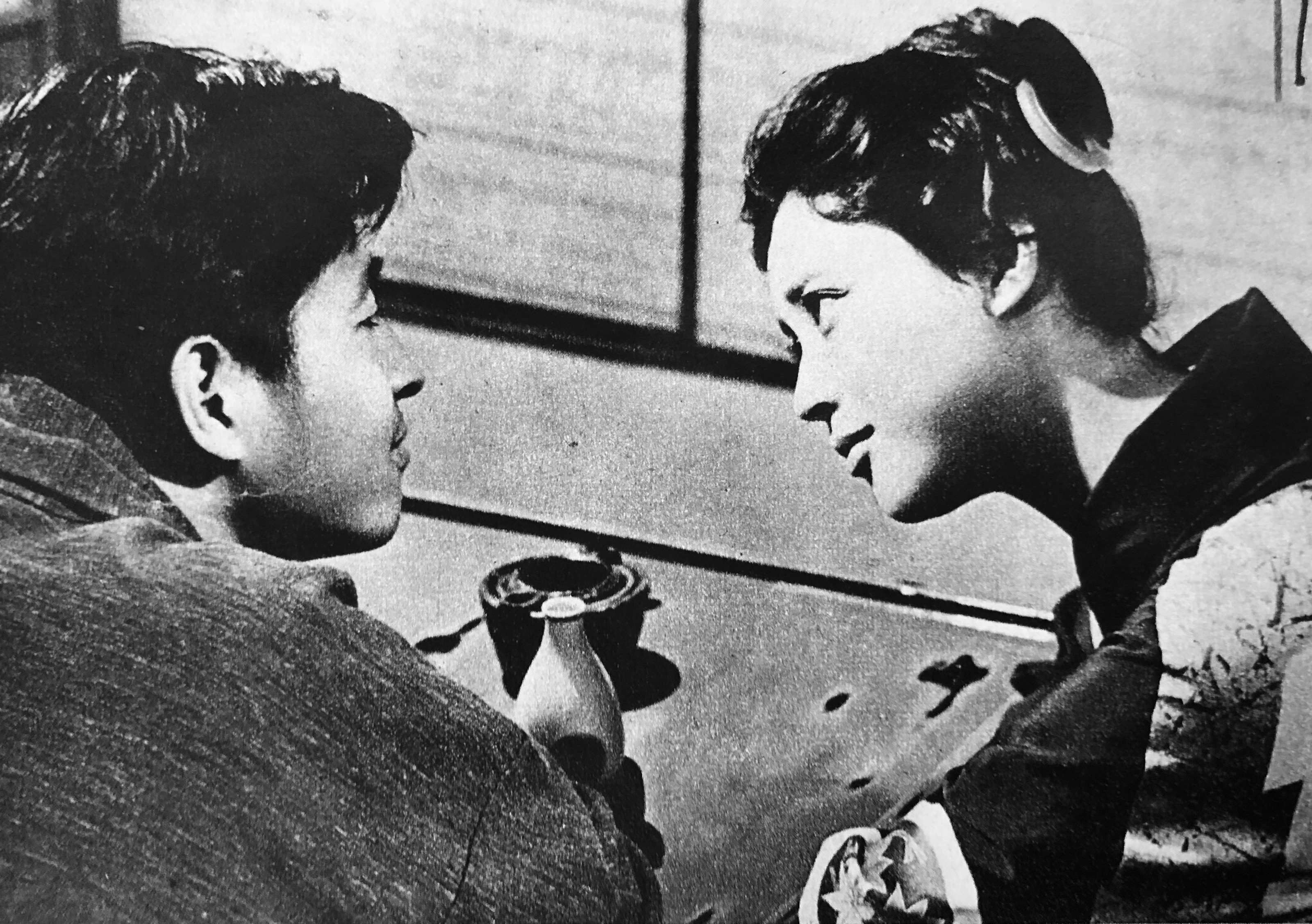
『秋津温泉』（1962年）

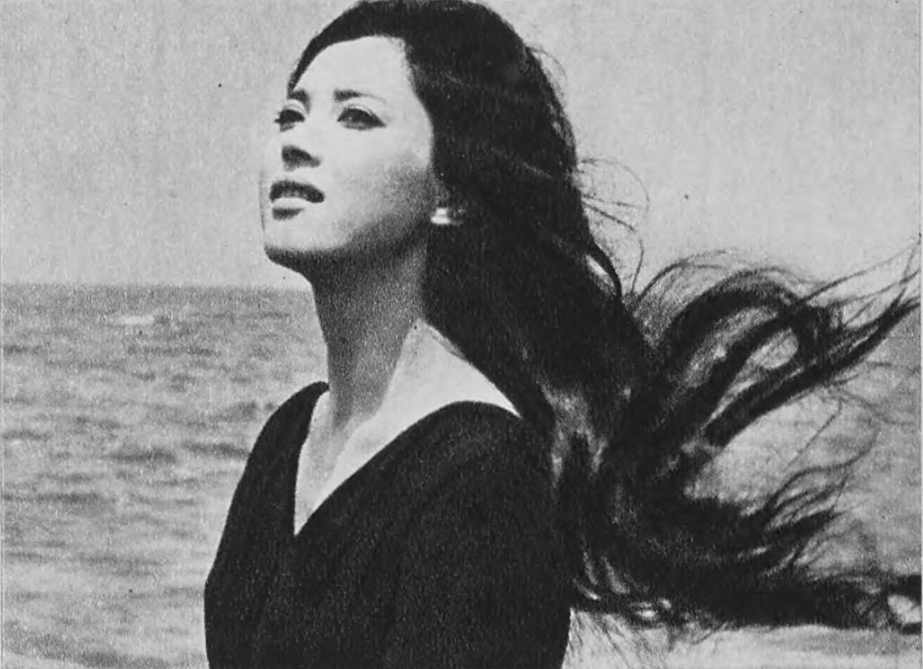
『女のみづうみ』（1966年）

- ろくでなし（1960年）
- 血は渇いてる（1960年）
- 甘い夜の果て（1961年）
- 秋津温泉 （1962年）
- 嵐を呼ぶ十八人 （1963年）
- 日本脱出（1964年）
- 水で書かれた物語（1965年）
- 女のみづうみ （1966年）
- 情炎（1967年）
- 炎と女（1967年）
- 樹氷のよろめき（1968年）
- さらば夏の光（1968年）
- エロス+虐殺 （1969年）
- 煉獄エロイカ（1970年）
- 告白的女優論（1971年）
- 戒厳令 （1973年）
- BIG-1物語 王貞治（1977年）
- 人間の約束 （1986年）
- 嵐が丘 （1988年）
- 鏡の女たち （2002年）

### 短編映画
- キング・オブ・フィルム/巨匠たちの60秒 Lumière et compagnie （1995年） - オムニバス。
- 知の開放 知の冒険 知の祝祭 東京大学 学問の過去・現在・未来（1997年） - 母校の東京大学創立120周年記念で製作された広報映画。
- ウェイトレス（2008年） - オムニバス『ウェルカム・トゥ・サンパウロ』の一篇（全17作）。

### テレビ番組
- 美の美 （1974年 - 1977年、東京12チャンネル）
- ギリシャ旅情 (1976年、東京12チャンネル）
- 吉田喜重が語る小津安二郎の映画世界 （1993年、NHK教育テレビ）
- 夢のシネマ 東京の夢 （1995年、MXテレビ）

## 著書
- 『自己否定の論理・想像力による変身』（1970年、三一書房）
- 『見ることのアナーキズム 吉田喜重映像論集』（1971年、仮面社）
- 『メヒコ 歓ばしき隠喩』（1984年、旅とトポスの精神史・岩波書店）
- 『小津安二郎の反映画』（1998年、岩波書店、2011年、岩波現代文庫）
- 『贖罪 ナチス副総統ルドルフ・ヘスの戦争』（2020年、文藝春秋）

- 舩橋淳と『まだ見ぬ映画言語に向けて』（2020年、作品社）
- 小林康夫・西澤栄美子と『宮川淳とともに』（2021年、水声社）